# Pont de les Cadenes
El pont de les Cadenes (en magiar, Széchenyi Lánchíd, 'pont Széchenyi') és el pont més antic i sense dubte també el més conegut de Budapest, la capital d'Hongria.

## Història

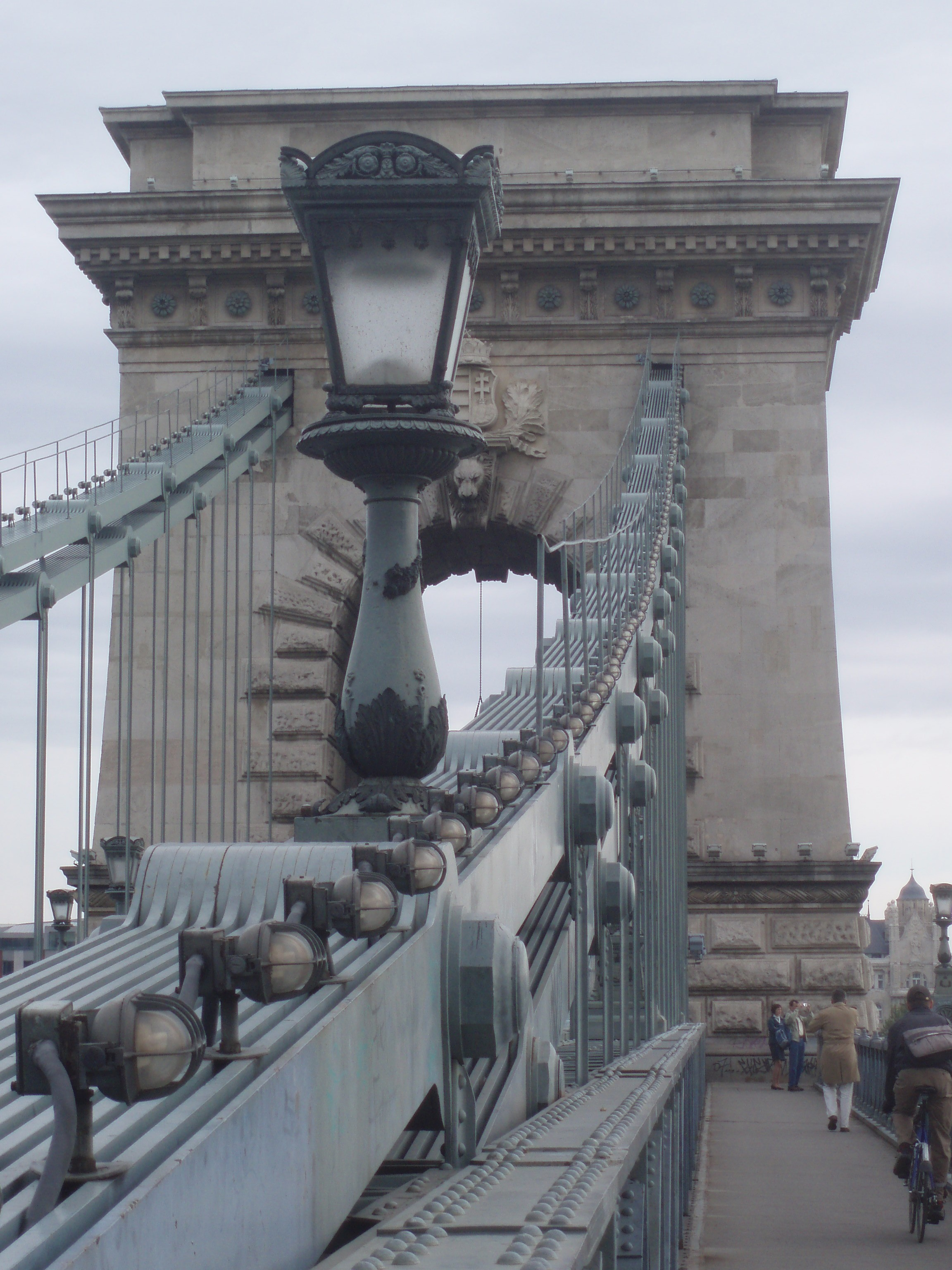
Detall de les cadenes de trams rígids que suporten el tauler del pont

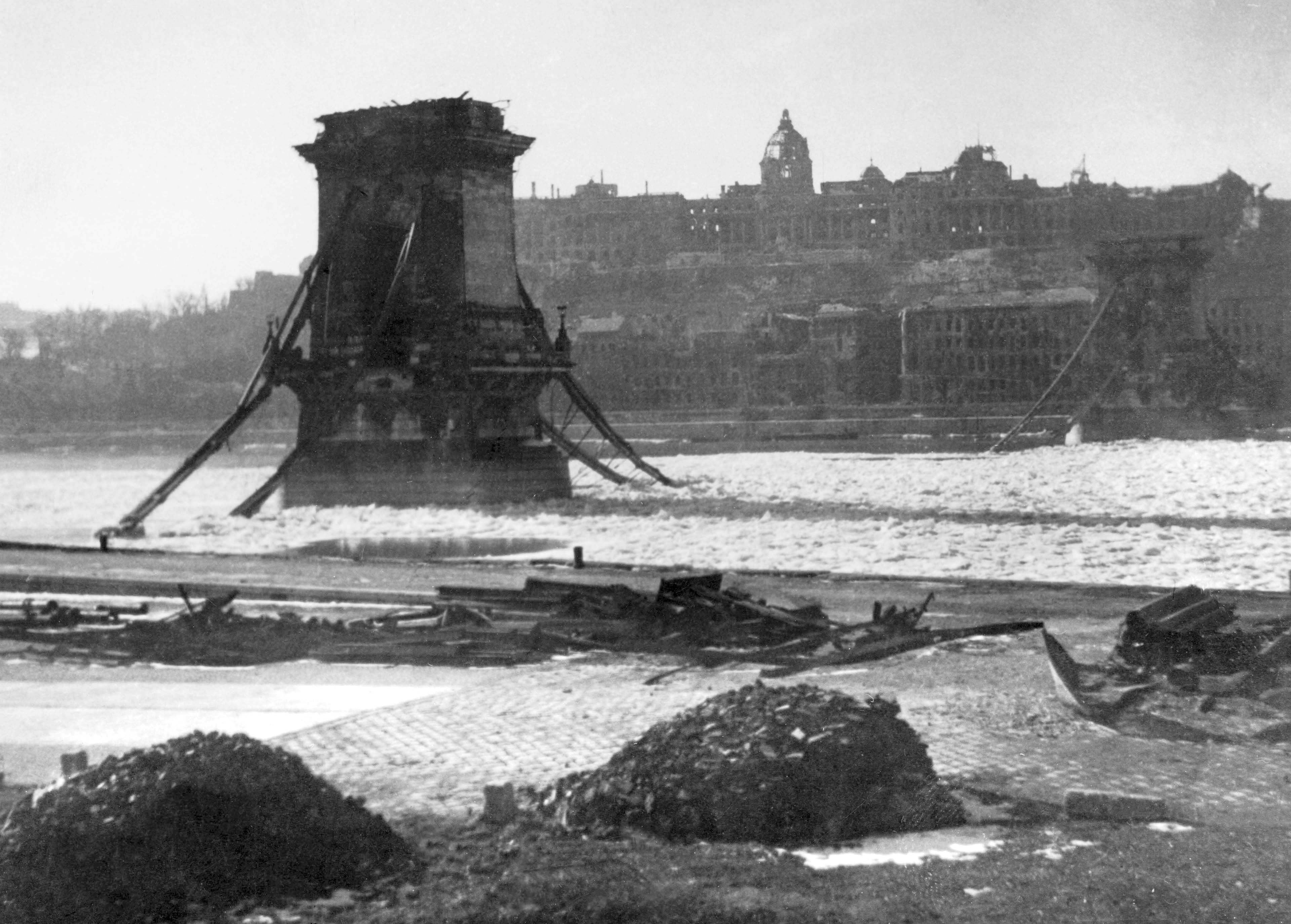
El pont destruït al final de la Segona Guerra mundial per l'exèrcit alemany

A l'època en què es va construir el pont (i fins a l'any 1873), Buda i Pest constituïen dues ciutats independents a banda i banda del riu Danubi. Abans de fer-se aquest pont, Buda i Pest estaven unides per un pont de barques que cada any, a les acaballes de l'estiu, era desmuntat per tal de salvar-lo de les crescudes del riu, i se'l reconstruïa novament cada primavera, de manera que les dues ciutats quedaven aïllades durant tot l'hivern.
El pont de les Cadenes fou construït per iniciativa del comte hongarès István Széchenyi, que li ha donat el nom. Széchenyi va estar treballant per aquesta empresa almenys des del 1820. Finalment, les obres es van fer entre 1839 i 1849, segons el projecte i sota la direcció de l'enginyer anglès William Tierney Clark. Entre altres possibilitats, es va optar per la solució de fer un pont penjant en el qual el tauler central, comprès entre les dues pilones, de 202 metres de llum, fou dels més llargs del món en la seva època. La llargada total del pont és de 375 metres i l'amplada de 12,5 m. Els cables que haurien de sostenir el tauler són, en realitat, cadenes de baules rígides de ferro, i d'aquí li ve el seu nom més popular. A les entrades del pont hi ha estàtues de lleons representats curiosament sense llengua. El trànsit discorre sota els arcs de les dues pilones, d'estil neoclàssic, mentre que les voreres per als vianants i els ciclistes, afegides posteriorment, passen per fora de les pilones, i són sostingudes per mènsules.
Al final de la Segona Guerra Mundial (1945) l'exèrcit alemany va destruir el tauler del pont per tal d'aturar l'avanç de les tropes soviètiques. La reconstrucció se'n va poder fer coincidir amb el centenari de la inauguració, el 1949. Les restes originals recuperades que no es van utilitzar per a la reconstrucció es poden veure al Museu del Transport de Budapest.
El pont de les Cadenes va ser restaurat entre els anys 1986 i 1988. Els dies festius es deixa en exclusiva als vianants.